# Lenovo Seria V
Seria V to linia komputerów stacjonarnych stworzonych z myślą o komforcie obsługi, kompaktowej formie i wydajności pracy biurowej. Pierwsze urządzenia z serii skonstruowane na bazie jednostki stacjonarnej to ogłoszone w marcu 2017 Lenovo V310z. Wszystkie modele obsługiwane są przez system operacyjny Windows 10.
Modele ALL-IN-ONE oferujące połączenie wysokich standardów ergonomii stanowiska pracy z potężnymi parametrami. Wyposażone w procesory i7, zintegrowane karty graficzne, których modele oscylują między typem Intel HD 610 i 630- zależnie od procesorów, cechują się wysoką wydajnością i bezpieczeństwem pracy. Dodatkowo wykorzystują systemy Anti-glare i Lenovo companion.

## V310z
To pierwszy w serii model stacji ALL-IN-ONE. Ten model cechuje wysoka moc obliczeniowa dzięki zastosowaniu procesora Intel Core i7 z PCIe SSD & pamięcią DDR4, umożliwiające szybką obsługę wymagających aplikacji. Posiada systemy ochrony dostępu w postaci zabezpieczeń kamery i portów USB. Ekran o przekątnej 19,5” przystosowano do lepszej wydajności pracy w warunkach biurowych poprzez zastosowanie systemu Anit-glare. Całą jednostkę dodatkowo wspomaga aplikacja Lenovo Companion, służąca do zarządzania strukturą plików systemowych.

## V410z
Wersja wzbogacona o szybsze moduły pamięci, zapewnia jeszcze szybsze korzystanie z oprogramowania biurowego, oraz GREENGUARD spełniający standardy Energy Star 6.1. dla ergonomii zużycia energii. Jednostka wbudowana w monitor o przekątnej 21,5” wykorzystujący technologię Anti-glare.

## V510z
Modele z tej serii wykorzystują monitory 23”, procesory Intel Pentium i7, a dzięki zastosowaniu dual DDR i HDD gwarantują o 35% krótszy czas boot-owania. Wykorzystując technologię VESA, umożliwiają szeroki zakres konfiguracji i dostosowania do różnych trybów pracy.
|                 | V310z                                                                          | V410z                                                                          | V510z                                                                                           |
| procesor        | Intel Core i7                                                                  | Intel Core i7                                                                  | Intel Core i7/Pentium/Celeron                                                                   |
| pojemność dysku | 2T 3,5 HDD                                                                     | 2T 3,5 HDD                                                                     | 500GB 3,5 HDD /1TB 5400 rpm                                                                     |
| pamięć          | 16GB 2DDR 2133MHz                                                              | 16GB 2DDR 2133MHz                                                              | 16GB 2DDR 2133MHz                                                                               |
| grafika         | Intel HD 630                                                                   | Intel HD 610/630                                                               | Intel HD 630                                                                                    |
| ekran           | 19,5” 1900x1600                                                                | 21,5” LED 1920x1080                                                            | 23” 1920x1080                                                                                   |
| porty           | Kamera i mikrofon, 4x USB 3.0, 2xUSB 2.0 czytnik kart, HDMI-out, LPT, COM, LAN | Kamera i mikrofon, 2x USB 3.0, 4xUSB 2.0 czytnik kart, HDMI-out, LPT, COM, LAN | Kamera i mikrofon, 2x USB 3.0, 3xUSB 2.0 czytnik kart, HDMI-out, HDMI auto detect, LAN-in, WLAN |

## V320, 520 i 520s
To konstrukcje zawarte w obudowie typu tower. Dającej większe możliwości konfiguracji i rozbudowy podzespołów, ale też lepsze parametry początkowe.

## V320
Posiada procesor Intel Pentium i7 z konfiguracją zaprojektowaną, by działać o 25% szybciej od poprzednich modeli. Posiada szereg zabezpieczeń fizycznych, chroniących przed utratą danych i dostępem niepowołanych osób. Spełnia standardy Energy Star 6.1 dzięki systemowy GREENGUARD. Standardowa obudowa o wymiarach: 145mm x 275mm x 360mm umożliwia dodatkowe modyfikacje sprzętowe jak wymiana osprzętu czy zmianę konfiguracji podzespołów.

## V520 i V520s
Tower stworzony z myślą o stanowisku pracy wymagającym potężnych parametrów sprzętowych, wydajności zużycia energii i niskich kosztach. Wariant V520s to także zmniejszona powierzchnia obudowy, zachowująca wszystkie parametry. Korpus typu 15L to 25% mniejsza powierzchnia jednostki. Obie wersje posiadają ten sam rozkład gniazd, wsparcie usługi Lenovo Companion i spełniają standard Energy Star 6.1.

## Lenovo V 520/520s
|                 | V 520/520s                                                    |
| procesor        | Intel Core i7                                                 |
| pojemność dysku | 256 GB 2280 M2 PCIe SSD, 1TB 3,5” HDD, 128GB 2,5SSD, ODD Slim |
| pamięć          | 32GB 2 DDR4 UDIMM 2400MHz                                     |
| grafika         | Intel HD 630                                                  |
| porty           | 6xUSB 3.0, 3x audio, 2xUSB 2.0 VGA, DP, HDMI, Serial, LAN     |